# جونيا ليبيدا
جونيا ليبيدا (حوالي 18 - 65 م) كانت سيدة رومانية نبيلة عاشت خلال الإمبراطورية الرومانية في القرن الأول الميلادي. كانت لبيدا هي الابنة الثانية المولد، وكانت من بين الأطفال الذين ولدوا إميليا لبيدا وماركوس جونيوس سيلانوس توركوس، أحد أفراد عائلة سيلاني، وهي عائلة من روما القديمة. كان أجدادها من ناحية الأم هي جوليا الصغري (حفيدة الإمبراطور أغسطس) ولوسيوس إيميليوس بولوس (قنصل). من خلال أجدادها الأم، كانت سليلة للإمبراطور الروماني أغسطس ، وسكريبونيا النبيلة، ورجل الدولة ماركوس فيبسانيوس أغريبا والقنصل لوسيوس إيميليوس لبيدوس باولوس (شقيق حاكم في الحكومة الثلاثية ماركوس إيميليوس لبيدوس ).